# Hiéroglyphe égyptien F21
L'oreille de bovin, en hiéroglyphes égyptiens, est classifiée dans la section F « Parties de mammifères » de la liste de Gardiner ; cet hiéroglyphe y est noté F21.

## Représentation
Il représente une oreille de bovin (Bos taurus). Il est translittéré msḏ, sḏm, sdm, ḏrḏ ou jdn.

## Utilisation
| ms | s | Dr · r | F21 |

| ms | s | Dr · r | F21 |

| F21 · Z1 |

| F21 · Z1 |

| F21 · Z1 |

| F21 · Z1 |

C'est un déterminatif du champ lexical de l'oreille et actions qui lui son liées,
| F21 | m |

| F21 | m |

d'où découle son utilisation en tant que phonogramme trilitère de valeur sḏm,
| F21 | m | D7 |

| F21 | m | D7 |

| i | d · n | F21 · Y1 |

| i | d · n | F21 · Y1 |

| F21 · n | nw | w | A1 |

| F21 · n | nw | w | A1 |

adjoint ».
| F21 · Z1 |

| F21 · Z1 |

## Exemples de mots
| S34 | S34 | F21 · F21 |

| S34 | S34 | F21 · F21 |

| i | d · F21 |

| i | d · F21 |

| F21 | m | i | A1 |

| F21 | m | i | A1 |